# Atanasz Kurdov
Atanasz Kurdov (Szófia, 1988. szeptember 28. –) bolgár labdarúgó, a Lokomotiv Szofija játékosa. Édesapja Petar Kurdov egykori válogatott bolgár labdarúgó.
A Levszki Szófia utánpótlás-akadémiáján végzett, s már fiatalon járt próbajátékon a Tottenham Hotspurnél és a Celtic FC-nél is, azonban nem írhatott alá, mivel nem kapott munkavállalási engedélyt.
2007 nyarán úgy tűnt, hogy az AS Monacóba igazol, azonban végül a német Bayer Leverkusenhez került. A németek 350.000 eurót fizettek érte, s a harmadosztályú tartalékcsapatnál veszik számításba.